# Seemannsgang
Der Seemannsgang ist eine Art des Gehens, die besonders breitbeinig ist und bei der der Körperschwerpunkt relativ wellenförmig verlagert wird.
Diese Bewegungsart eignet sich besonders gut um bei schwierigem Untergrund das Gleichgewicht zu halten. Der Name stammt von den Seeleuten, die sich angewöhnten, mit dem Gang das Schaukeln und Rollen des Schiffes in bewegtem Wasser auszugleichen. Vorzufinden ist eine Art des Seemannsganges oft auch bei Betrunkenen, obwohl hier die Schwankung des Bodens eher subjektiv empfunden wird.
Bei bestimmten Koordinationsstörungen (beispielsweise der Parkinson-Krankheit) wird der Seemannsgang ebenfalls empfohlen, um das Gleichgewicht zu halten. Nachteilig an dieser Fortbewegungsart ist die starke Belastung des Knies. Auch wird der Gang von vielen Leuten als unelegant empfunden.
Eine besondere Bedeutung erfährt der Seemannsgang im Brückenbau. Kommt es bei einer Brücke zu Schwingungen, fallen Fußgänger oft in den Seemannsgang um das Schwanken auszugleichen, was wiederum die Eigenbewegung der Brücke antreibt.
In der Neurologie spricht man bei einer Läsion des Nervus obturatorius vom charakteristischen Seemannsgang der Betroffenen. Er resultiert aus einer Adduktionsschwäche im Hüftgelenk.